# Henry Boyle (5e comte de Shannon)
Henry Bentinck Boyle, 5e comte de Shannon (22 novembre 1833 à Londres - 8 février 1890 à Castlemartyr) est un noble irlandais, colonel honoraire de la 2e brigade, division sud-irlandaise, Royal Artillery,. 

## Famille
Il est le fils de Richard Boyle (4e comte de Shannon) et de son épouse Emily Henrietta Seymour. Richard est député de la circonscription du comté de Cork à la Chambre des communes de 1830 à 1832 et siège avec la faction Whig. Emily est une fille de George Seymour et d'Isabella Hamilton. 
George Seymour est un fils de Francis Seymour-Conway, 1er marquis de Hertford et de son épouse Isabella Fitzroy. Isabella Hamilton est une fille du révérend George Hamilton, chanoine de Windsor (1718–1787) et de son épouse Elizabeth Onslow.       

## Biographie
Il fait ses études au collège d'Eton puis rejoint le service du Foreign Office. En 1852, Boyle est nommé attaché à l'envoyé britannique à Francfort-sur-le-Main, Ville libre d'Empire conservant son indépendance. Francfort est à l'époque membre de la Confédération germanique et sert de siège à son Bundesversammlung. De 1852 à 1853, Boyle est attaché à l'ambassade britannique à Vienne, capitale de l'empire d'Autriche. 
Son père meurt le 1er août 1868. Henry hérite de son titre et des domaines qui lui sont associés. 

## Mariages et enfants
Le 12 juillet 1859, il épouse sa première femme, Blanche Emma Lascelles. Elle est la fille d'Henry Lascelles (3e comte de Harewood) et de son épouse Louisa Thynne. Ils ont trois enfants,: 
- Richard Henry Boyle, 6e comte de Shannon (15 mai 1860 - 11 décembre 1906). Lieutenant de la Brigade des fusiliers britannique de 1880 à 1882. Installé au Canada en 1883, il y établit son propre ranch. Plus tard, il sert au Parlement du Canada et est capitaine des Rocky Mountain Rangers.
- Henry George Boyle (10 février 1862-16 décembre 1908). Lieutenant du 3e Bataillon, Yorkshire Regiment.
- Robert Francis Boyle (12 décembre 1863 - 11 décembre 1922). Vice-amiral de la Royal Navy, sert pendant la Première Guerre mondiale.

Blanche est décédée le 26 décembre 1863, deux semaines après la naissance de son dernier fils. Le 14 janvier 1868, Shannon épouse sa deuxième épouse, Julia Charlotte Cradock-Hartopp. Elle est une fille de William Edmund Cradock-Hartopp, 3e baronnet, haut shérif du Warwickshire et de son épouse Jane Mary Keane. Ils ont trois enfants,: 
- Walter John Harry Boyle (11 mars 1869-24 février 1939). Mandataire judiciaire principal du Service d'insolvabilité de 1922 à 1934.
- Edward Spencer Harry Boyle (8 octobre 1870 - 8 octobre 1937). Capitaine de la Royal Navy, sert lors de la seconde guerre des Boers. Commandant par intérim du Royal Naval College, Osborne de 1914 à 1918.
- Algernon Douglas Edward Harry Boyle (21 octobre 1871-13 octobre 1949). Vice-amiral de la Royal Navy. Membre de l'Ordre royal de Victoria en 1901, Compagnon de l'Ordre de Saint-Michel et Saint-Georges en 1918, Chevalier commandant de l'Ordre du Bain en 1924. Aide de camp de George V du Royaume-Uni de 1918 à 1919. Quatrième Lord of the sea de 1920 à 1924.